# António Leitão
António Leitão (António Carlos Carvalho Nogueira Leitão;) (* 22. Juli 1960 in Espinho; † 18. März 2012 in Porto) war ein portugiesischer Langstreckenläufer.
Bei den Olympischen Spielen 1984 in Los Angeles forcierte Leitão im Finale des 5000-Meter-Laufs das Tempo und lag fast während des ganzen Rennens in Führung, da er wusste, dass er mit seiner begrenzten Spurtfähigkeit gegen die Konkurrenten keine Chance haben würde. Am Ende erzielte er 13:09,20 min und wurde für seinen Mut mit der Bronzemedaille belohnt, denn nur der Marokkaner Saïd Aouita und der Schweizer Markus Ryffel konnten ihn im Spurt überholen.
Zwei Jahre später bei den Leichtathletik-Europameisterschaften 1986 in Stuttgart drückten die Briten auf das Tempo, um die spurtstarken Italiener in Schach zu halten. Das hohe Tempo konnte Leitão mitgehen, aber im Spurt war er erneut chancenlos und wurde in 13:17,67 min Fünfter. Es gewann der Brite Jack Buckner vor dem Italiener Stefano Mei.
1986 gewann Leitão die San Silvestre Vallecana.

## Persönliche Bestzeiten
- 1500 m: 3:38,2 min, 24. Juli 1982, Lissabon
- 3000 m: 7:39,69 min, 26. August 1983, Brüssel
- 5000 m: 13:07,70 min, 16. September 1983, Rieti